# Arrondissement de Léogâne
Arrondissement de Léogâne (franska: Léogâne) är ett arrondissement i Haiti.   Det ligger i departementet Ouest, i den sydvästra delen av landet, 50 km väster om huvudstaden Port-au-Prince. Antalet invånare är 300 982. Arean är 1 016 kvadratkilometer.
Terrängen i Arrondissement de Léogâne är varierad.
Arrondissement de Léogâne delas in i:
- Léogâne
- Grangwav
- Tigwav